# Berufsmotorik
Als Berufsmotorik oder Arbeitsmotorik bezeichnen die Bewegungswissenschaft und die Arbeitswissenschaft den für die Ausübung eines bestimmten Berufs erforderlichen Bewegungsfundus und die damit verbundenen Bewegungsmöglichkeiten. In der Bewegungswissenschaft findet der Begriff vor allem zur Abgrenzung von der Alltagsmotorik und der Sportmotorik Verwendung.

## Charakteristik
Eine funktionsgerechte Berufsmotorik bedarf spezieller Anlagen und gezielter berufsbezogener Lernprozesse. Nicht gelernte und trainierte und nicht wenigstens teilautomatisierte Arbeitsabläufe ermüden sehr schnell, produzieren Fehler und können sogar gefährlich für Leben und Gesundheit sein.
Berufsspezifische Bewegungen können sich als monotone Wiederholungstätigkeiten darstellen (Fließbandarbeit), aber auch kreativ eingesetzt werden und höchste Konzentration erfordern (Operationen, künstlerische Gestaltungen etc.). Sie können vorrangig die Feinmotorik oder aber die Grobmotorik beanspruchen. Die Voraussetzungen können sich auch auf die Ausprägung spezieller Motorikformen wie der Sprechmotorik oder der Ausdrucksmotorik beziehen. Letztere Anforderungsprofile finden sich vor allem im Berufsfeld der Schauspieler.
Entsprechend den Anforderungen haben sich typische Männer- oder Frauenberufe herausgebildet, für die sich das jeweilige Geschlecht mit seinem spezifischen Bewegungsrepertoire in der Regel als besser geeignet und damit als erfolgreicher erweist.

## Beispiele
- Das Goldschmiedehandwerk oder die Chirurgie verlangen eine hoch entwickelte Feinmotorik, präzises, konzentriertes Arbeiten auf engstem Raum und entsprechendes manuelles Geschick.
- Arbeitende am Bau, im Bergbau oder als Masseur(in) müssen eine stabile körperliche Konstitution, Robustheit, Kraft und Ausdauer mitbringen, um in dem Beruf motorisch bestehen zu können.
- Fließbandarbeit erfordert die Fähigkeit, die eigene Motorik an den Maschinenrhythmus anzupassen, stark automatisierte, sich ständig wiederholende Aktionsfolgen fehlerfrei auszuführen.
- Artisten müssen – je nach Fachgebiet – sehr beweglich sein, schnell reagieren, geschickt hantieren, präzise  oder spontan und kontrolliert agieren können.
- Pantomimen brauchen ein variantenreiches mimisches und gestisches Ausdrucksvermögen, Schauspieler eine hoch entwickelte Sprechmotorik und ein vielseitiges körperliches Darstellungsrepertoire.

## Einzelbelege
1. ↑  K. Meinel / G. Schnabel: Bewegungslehre – Sportmotorik. München (Südwest) 11. Auflage 2007
2. ↑  C.M. Schlick u. a. (Hrsg.): Arbeitswissenschaft. Berlin 3. Auflage 2009